# Sesarmidae
Die Sesarmidae sind eine Familie der Krabben (Brachyura) mit 285 Arten.

## Merkmale
Der Carapax ist etwa quadratisch, die Seitenränder nicht ganz parallel, sondern divergierend konvergierend. Die Rückenregionen sind oft nicht erkennbar. Die Rückenseite ist oft mit Borstenbüscheln besetzt. Der Körper ist manchmal tief gewölbt. Die Unteraugengegend, das Pterygostom, die subbranchialen und subhepatischen Regionen sowie die Carapax-Seitenwände sind mit einem Netzwerk aus kurzen, hakentragenden und eng sitzenden Borsten bedeckt, jede hat ein kleines Korn an ihrer Basis. Die vorn-seitlichen Ränder sind entweder einfach oder mit ein bis zwei, selten drei Zähnen besetzt, wobei der zweite meist zu einem stumpfen Winkel reduziert.
Die Stirn ist breit und stark durchgebogen. Der untere Rand der Augenhöhlen läuft schräg Richtung Mundhöhle. Das Flagellum der Antennen ist kurz und liegt meist im Augenhöhlenschlitz. Das dritte Maxilliped (Mxp3) lässt im geschlossenen Zustand eine breiten rhombusartigen Spalt frei. Über Merus und Ischium (siehe Spaltbein) läuft eine schräge borstige Kante, die Palpen artikulieren am Gipfel oder nahe des vorderen Außenwinkel des Merus. Die Exopoden sind schlank, das Flagellum meist gut entwickelt, selten fehlend. Die Scheren (Chelae) haben manchmal Strukturen zum Schnarren. Das Pleon der Männchen kann das thorakale Sternum die Coxae des letzten Schreitbeins bedecken.

## Systematik
Zur Familie gehören 32 Gattungen. Diese sind:
- Aratus H. Milne-Edwards, 1853
- Armases Abele, 1992
- Bresedium Serène & Soh, 1970
- Chiromantes Gistel, 1848
- Clistocoeloma H. Milne-Edwards, 1873
- Contusarma Schubart & Ng, 2020
- Cristarma Schubart & Ng, 2020
- Danarma Schubart & Ng, 2020
- Episesarma de Man, 1895
- Fasciarma Shahdadi & Schubart, 2017
- Geosesarma de Man, 1892
- Guinearma Shahdadi & Schubart, 2017
- Haberma Ng & Schubart, 2002
- Karstarma Davie & Ng, 2007
- Labuanium Serène & Soh, 1970
- Leptarma Shahdadi, Fratini & Schubart, 2020
- Manarma Schubart & Ng, 2020
- Metagrapsus H. Milne-Edwards, 1837
- Metasesarma H. Milne-Edwards, 1853
- Metopaulias Rathbun, 1896
- Miersarma Schubart & Ng, 2020
- Migmarma Schubart & Ng, 2020
- Muradium Serène & Soh, 1970
- Namlacium Serène & Soh, 1970
- Nanosesarma Tweedie, 1950
- Neosarmatium Serène & Soh, 1970
- Neosesarma Serène & Soh, 1970
- Orisarma Schubart & Ng, 2020
- Parasesarma de Man, 1895
- Perisesarma de Man, 1895
- Platychirarma Schubart & Ng, 2020
- Pseudosesarma Serène & Soh, 1970
- Sarmatium Dana, 1851
- Scandarma Schubart, Liu & Cuesta, 2003
- Selatium Serène & Soh, 1970
- Sesarma Say, 1817
- Sesarmoides Serène & Soh, 1970
- Sesarmops Serène & Soh, 1970
- Stelgistra Ng & Liu, 1999
- Tiomanum Serène & Soh, 1970
- Trapezarma Schubart & Ng, 2020